# Kanton Tholey

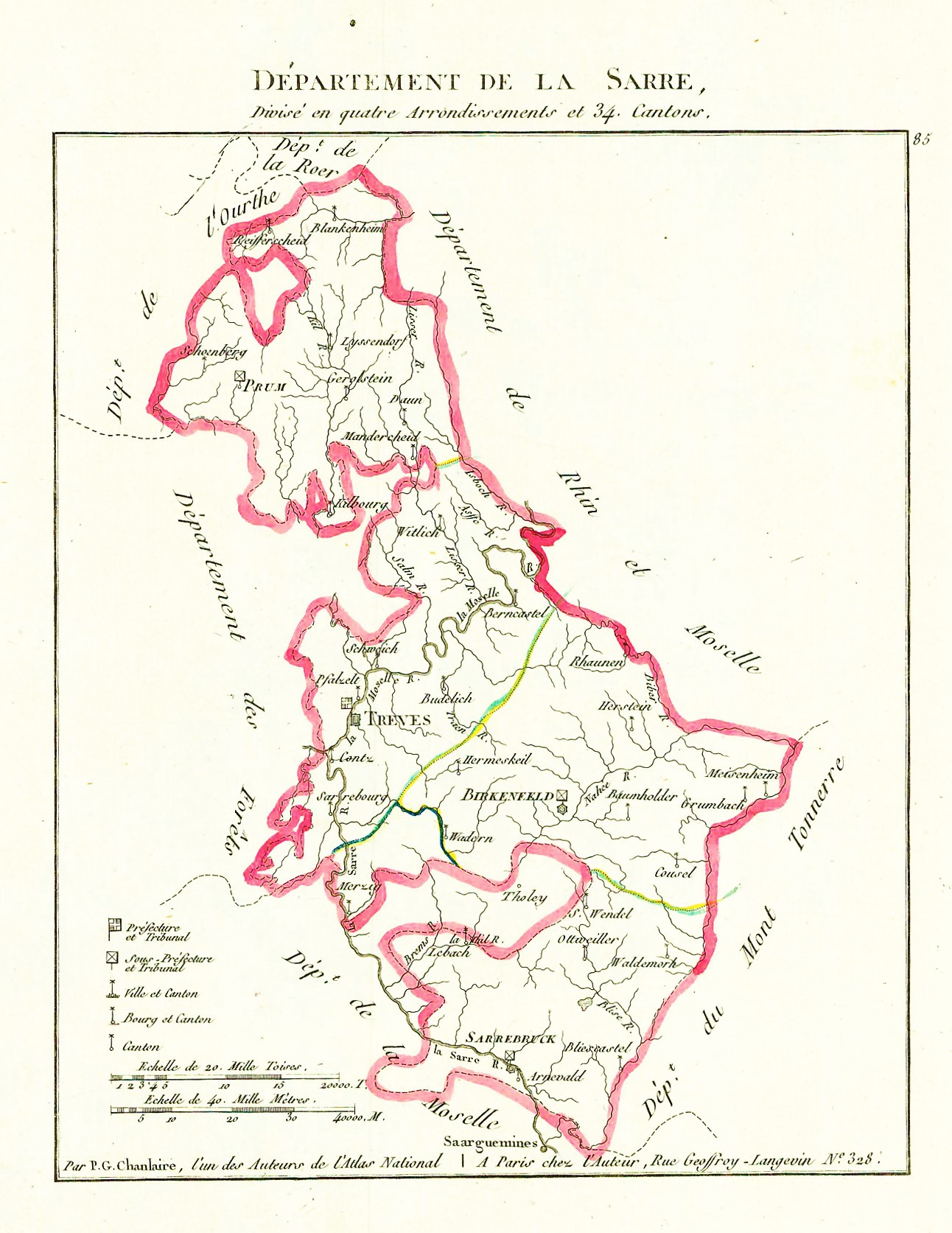
Historische Karte des Saardépartements, in das das Tholeyer Gebiet des Moseldepartements wie ein Rüssel hineinragt.

Der Kanton Tholey (französisch: canton de Tholey) war ein Kanton im französischen Département Moselle, der bis 1814 bestand.

## Geschichte
Die ehemalige Ballei Schaumburg bestand zunächst aus zwei Kantonen, später aus einem, nämlich dem Kanton Tholey im Distrikt Saarlouis.
1801 kam dieser Kanton zum Arrondissement Thionville. Er bestand aus 23 Gemeinden und hatte 5716 Einwohner.
Die Gemeinden des Kantons Tholey gehörten 1789 alle bis auf drei dem Herzogtum Pfalz-Zweibrücken. Sie kamen durch Dekret des Nationalkonvents am 14. Februar 1793 zum Département Moselle.
Im Ersten Pariser Frieden musste Frankreich 1814 einen Teil des Départements Moselle an die verbündeten Preußen und Österreicher abtreten. Bei Abschluss der Verhandlungen auf dem Wiener Kongress wurde der Kanton Tholey vorerst Österreich zugeordnet. Erst die Verhandlungen im Vorfeld des zweiten Pariser Friedens führten zu der preußisch-österreichischen Vereinbarung, dass Tholey zusammen mit anderen Gebieten an das Königreich Preußen übergehen werde, was dann zum 1. Juli 1816 vollzogen wurde. 

## Gemeinden
| Französischer Gemeindename 1802                 | Einwohner 1802 | Heutige Gemeindezugehörigkeit | Heutiger Landkreis      |
| ----------------------------------------------- | -------------- | ----------------------------- | ----------------------- |
| Alzweiler                                       | 235            | Marpingen                     | Landkreis St. Wendel    |
| Asbach et Heinzelhoff                           | 92             | Lebach                        | Landkreis Saarlouis     |
| Aussen                                          | 322            | Schmelz (Saar)                | Landkreis Saarlouis     |
| Betting et Goldbach                             | 419            | Schmelz (Saar)                | Landkreis Saarlouis     |
| Bliesen, Elmeren et Niderhoff                   | 366            | St. Wendel                    | Landkreis St. Wendel    |
| Boubweiler et Rathen                            | 172            | Wadern                        | Landkreis Merzig-Wadern |
| Kastel                                          | 172            | Nonnweiler                    | Landkreis St. Wendel    |
| Costenbach                                      | 138            | Wadern                        | Landkreis Merzig-Wadern |
| Derstroff ou Dersders                           | 84             | Lebach                        | Landkreis Saarlouis     |
| Eppelbronn, Calmesweiler, Mackerbronn et Habach | 447            | Eppelborn                     | Landkreis Neunkirchen   |
| Exweiler et Schellenbach                        | 133            | Lebach                        | Landkreis St. Wendel    |
| Grésaubach                                      | 233            | Lebach                        | Landkreis Saarlouis     |
| Groning et Homweiler                            | 126            | Oberthal (Saar)               | Landkreis St. Wendel    |
| Guydesweiler                                    | 175            | Oberthal (Saar)               | Landkreis St. Wendel    |
| Limbach                                         | 160            | Schmelz (Saar)                | Landkreis Saarlouis     |
| Marping                                         | 459            | Marpingen                     | Landkreis St. Wendel    |
| Naumborn et Albach                              | 451            | Namborn                       | Landkreis St. Wendel    |
| Oberdhal, Linden, Ossembach et Imbweiler        | 320            | Oberthal (Saar)               | Landkreis St. Wendel    |
| Scheuren, Neypel, Linscheidt et Niderhoff       | 113            | Tholey                        | Landkreis St. Wendel    |
| Soltzweiler, Bergweiler et Erscheidt            | 342            | Tholey                        | Landkreis St. Wendel    |
| Steinbach                                       | 157            | Lebach                        | Landkreis Saarlouis     |
| Tholey et Schambourg                            | 462            | Tholey                        | Landkreis St. Wendel    |
| Winterbach                                      | 149            | St. Wendel                    | Landkreis St. Wendel    |

## Gemeinden (1801)
Alzweiler, Asbach, Aussen, Betting, Bliesen, Boubweiler, Castel, Costenbach, Derstroff, Eppelbronn, Exweiler, Grésaubach, Groning, Guydesweiler, Limbach, Marping, Naumborn, Oberthal, Scheuren, Soltzweiler, Steinbach, Tholey, Winterbach.

## Gemeinden (1795)
- Kanton Tholay: Alzweiler, Boubweiler, Bliesen, Castel, Costenbach, Groning, Guidesweiler, Marping, Naumborn, Rathen, Stolzweiler, Tholay, Winterbach.
- Kanton Betting: Aschbach, Aussen, Betting et Goldbach, Derstroff, Eppelbronn et Camersweiler, Pubach, Mackerbach et Habach, Exweiler et Schellenbach, Grésaubach, Limbach, Steinbach, Scheuren, Neypel, Lincheid et Niderhofen.